# Ченстоховский уезд
Ченстоховский уезд — административная единица в составе Петроковской губернии Российской империи, существовавшая c 1837 года по 1919 год. Административный центр — город Ченстохов.

## История
Уезд образован в 1837 году в составе Мазовецкой губернии. С 1844 года — в составе Варшавской губернии, с 1867 года — во вновь образованной Петроковской губернии. В 1919 году преобразован в Ченстоховский повят Келецкого воеводства Польши.

## Население
По переписи 1897 года население уезда составляло 158 754 человек, в том числе в городе Ченстохов — 45 045 жит.

### Национальный состав
Национальный состав по переписи 1897 года:
- поляки — 132 238 чел. (83,3 %),
- евреи — 18 826 чел. (11,9 %),
- русские — 3981 чел. (2,5 %),
- немцы — 2073 чел. (1,3 %),

## Административное деление
В 1913 году в состав уезда входило 21 гмин: 
| - Ванцержев — с. Ванцержев, - Венгловица — с. Венгловица, - Грабовка — с. Грабовка, - Гута-Стара — с. Вржосова, - Дзбов — с. Конописка, - Каменица-Польска — с. Каменица-Польска, - Камык — пос. Клобуцк, | - Кржепице — пос. Кржепице, - Кузничка — д. Кузничка, - Лице — с. Лице, - Медзно — с. Медзно, - Мыканов — с. Мыканов, - Ольштын — с. Зрембице, - Опатов — с. Опатов, | - Панки — с. Панки, - Попов — с. Попов, - Поток — пос. Янов, - Пржиров — пос. Пржиров, - Пржистайнь — с. Пржистайнь, - Рендзины — с. Рендзины, - Ренкшовице — с. Гутки. |